# Arroyo Apeleg
Arroyo Apeleg är ett periodiskt vattendrag i Argentina.   Det ligger i provinsen Chubut, i den södra delen av landet, 1 500 kilometer sydväst om huvudstaden Buenos Aires.
Omgivningarna runt Arroyo Apeleg är i huvudsak ett öppet busklandskap. Trakten runt Arroyo Apeleg är nära nog obefolkad, med mindre än två invånare per kvadratkilometer.